# Cabide

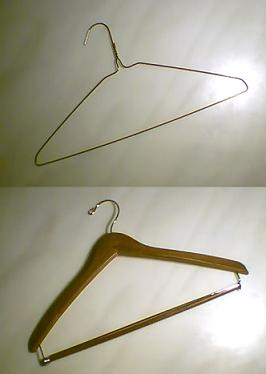
Exemplos de cabide

Um cabide, cruzeta ou ombreira é um suporte no qual se colocam roupas. Seu formato simula o dos ombros humanos, e dependendo do seu design, que pode ser bem moderno e sofisticado, ele valoriza ou não a vestimenta que nele está colocada.
A princípio, sua importância pode parecer um mero suporte, mas para os lojistas é um forte recurso de comercialização, pois é no cabide que o consumidor segura enquanto interage com o produto durante o momento em que se questiona "Compro ou não esse produto, ele cabe em mim?". Muitas vezes a marca da loja está representada bem no centro visual do cabide.
O material do cabide varia muito, geralmente com base plástica de boa qualidade. As cores oferecidas seguem as tendências da moda, mas geralmente são transparente, preto, vermelho ou simulação de madeira, e eles são partes fundamentais da decoração do ambiente.
Para os usuários comuns, que o utilizam em [guarda-roupas]] e armários, além de compor a decoração é importante que o produto não amasse a peça de roupa, sobretudo as mangas de camisetas.
Os cabides também podem ser verticais, de vários tamanhos e feitios. Mais recentemente vêem-se cabides verticais mais baixos adequados para espaços públicos como restaurantes e hotéis. Estes têm em conta a decoração e funcionalidade do espaço em questão.

## História
A primeira patente deste objeto só tenha sido registada em 1869, por O. A. North, mas é ao terceiro presidente americano, Thomas Jefferson que é atribuída a invenção da primeira cruzeta: algures no arranque do século XIX, o estadista americano terá desenvolvido um engenho de madeira para poupar espaço no armário da roupa.
Também Albert J. Parkhouse, um responsável da empresa Timberlake Wire and Novelty Company, que, farto das queixas dos funcionários por não terem onde pendurar os casacos, terá pegado num pedaço de arame e o terá dobrado de uma forma semelhante à atual cruzeta. 
Foi já no arranque do século XIX que a invenção de O. A. North se massificou – em 1906, Meyer May, um comerciante do Michigan, terá sido o primeiro a ter cruzetas num espaço comercial.
Depois foi sendo aprimorado com o tempo: em 1932, Schuyler Hulett patenteou uma cruzeta com um design melhorado, que usava tubos de papelão em volta dos fios de arame, para prevenir possíveis vincos; três anos depois, Elmer Rogers acrescentou-lhe um terceiro tubo, na parte de baixo, com a cruzeta a ganhar aí uma forma triangular.
O protótipo da cruzeta moderna ficou então definido, por muito que os novos tempos tenham trazido uma panóplia de opções para todos os gostos – hoje, há-as de madeira, de plástico, de borracha, ou até de materiais mais requintados, como o cetim e a renda. Entre outras especificidades: com molas, sem molas, próprias para calças, saias, camisolas, com material que impedem a roupa de escorregar, ou quase tão simples como as primeiras a ser inventadas.